# Ferran Díaz-Plaja i Contestí
Ferran Díaz-Plaja i Contestí (Barcelona, 24 d'abril de 1918 - Uruguai, 31 d'octubre de 2012) fou un escriptor i historiador català, germà de Guillem Díaz-Plaja i Contestí i d'Aurora Díaz-Plaja i Contestí.
Fou fill del militar Francesc Díaz i Contestí (1879-1948), natural de Palma, i de la seva esposa, Josefa Plaja Ibrán (1884-1967), natural de Figueres. Estudià a la Universitat de Barcelona i a la Universitat de València i es doctorà en història a la Universitat de Madrid el 1945. Del 1949 al 1967 va treballar com a lector de literatura castellana a diverses universitats d'Alemanya i d'Itàlia. Va col·laborar als diaris ABC i La Vanguardia i va escriure nombroses obres de divulgació històrica, algunes de les quals han estat transformades en guions per a televisió.

## Obres
- Teresa Cabarrús (1943)
- Historia Universal de la Cultura (1946)
- La vida española en el siglo XIX (1952)
- La vida norteamericana (1955)
- Guzmán el Malo (1963)
- El amor en las letras españolas (1963)
- El Español y los siete pecados capitales (1966)
- Cuentos crueles (1971)
- Francófilos y germanófilos (1973)
- El desfile de la Victoria (1975)
- Un corresponsal en la guerra de Troya (1975)
- Viaje por la Europa roja (1981)
- Miguel, el español de París (1985)
- El abate Marchena: su vida, su tiempo, su obra (1986)
- Las Españas de Goya (1989)
- Un río demasiado ancho... (1991)
- El servicio doméstico en España (desde l'esclava a la empleada de hogar) (1992)
- Todos perdimos. Recuerdos de la guerra incivil (1999) memòries
- La aventura de Jorge (2003)